# América (canción de Tiro de Gracia)
«América» es un sencillo y la séptima canción del álbum de 2001 Retorno de Misericordia, del grupo de hip hop chileno Tiro de Gracia. La canción es cantada por Lenwa Dura, con el acompañamiento de Juan Sativo.
La temática se centra en el continente del mismo nombre, específicamente en las tragedias que la acechan (como la pobreza y racismo) y su belleza geográfica, día a día destruida.
Los sonidos de la canción son asociables al folklore latinoamericano, con sampleos a Inti Illimani y Nino Bravo y la utilización del charango en el tema. "Nos interesa dejar un registro latinoamericano en el hip-hop", explicaron. La utilización de sonidos altiplánicos y las temáticas latinoamericanistas hacen que este disco tenga una gran tendencia hacia la fusión latinoamericana.
El video musical muestra a un profesor preguntando a los alumnos que es para ellos América, entrando los integrantes del grupo a la sala, cantando en los alrededores del colegio.
En la primera temporada del programa busca talentos Latin American Idol, en septiembre de 2006, el colombiano John Paul Ospina canta esta canción, mostrando que también dejaron un legado a otros países latinoamericanos.